# Georg von Peuerbach
Pour les articles homonymes, voir Peuerbach (homonymie).
Georg von Peuerbach (Georg Aunpekh, également Peurbach, Purbach, Burbach, Purbachius) est né le 30 mai 1423 à Peuerbach, près de Linz en Haute-Autriche. Il est mort le 8 avril 1461 à Vienne. Professeur d'astronomie et de mathématiques à l'université de Vienne, il a conçu des instruments scientifiques très novateurs.
Il est l'un des précurseurs de la révolution scientifique du XVIe siècle. On le considère généralement comme l'un des principaux pionniers de la révolution copernicienne et keplérienne. Au XVe siècle, la théorie du mouvement des planètes de Ptolémée a été très discutée, c'est alors qu'il reprendra le système planétaire de l'astronome marocain Al Bitruji (Alpetragius) sur le mouvement des planètes, ce dernier fut le premier à déconstruire le système de Ptolémée. Le décalage croissant entre l'année solaire et le calendrier julien, d'une part, le besoin de « livres des étoiles » plus précis pour la navigation, d'autre part, rendaient cette discussion nécessaire. Incarnée par Peuerbach, l'astronomie à la fois observationnelle et mathématique connut alors un renouveau en Europe de l'Ouest.

## Biographie
On ne sait rien de ses premières années d'étude. Un certain nombre d'éléments indiquent que, déjà au début des années 1440, il travaillait comme copiste au monastère de Klosterneuburg et qu'il avait vraisemblablement pu s'y former de façon approfondie aux mathématiques et à l'astronomie auprès du prieur et mathématicien Georg I. Muestinger (mort en 1442). Il arriva à Vienne en 1446 pour y étudier et devint bachelier en 1448.
Entre 1448 et 1451, au cours d'un voyage en Italie, il fit la connaissance de Nicolas de Cues. Il séjourna également chez le célèbre mathématicien et astronome florentin Paolo Toscanelli et rencontra sans doute Giovanni Bianchini à Ferrare. Il est plutôt invraisemblable que celui-ci ait cherché à le convaincre d'accepter un poste dans une université italienne. C'est en Italie, berceau de l'humanisme européen, que Peuerbach a acquis une renommée internationale.
Il devint astronome à la cour du roi Ladislas de Hongrie (plus tard, il travailla pour Frédéric III).
De retour à Vienne, il y enseigna la philologie et les auteurs anciens à titre officiel, et les sciences surtout à titre privé. En 1453, il devient Magister artium, successeur de Johannes von Gmunden à l'Université de Vienne. Peuerbach se rendit compte des points faibles du système de Ptolémée et commença par réviser l'Almageste, l'œuvre maîtresse de Ptolémée, qui servait à l'époque de manuel de base en matière d'astronomie. Mais, contrairement à Jean de Holywood, dit Sacrobosco, qui avait traduit l’Almageste à partir d'une traduction en arabe, Peuerbach en fit une nouvelle traduction à partir de l'original grec. En 1460, le cardinal Bessarion, légat du pape, de passage à Vienne, confia à Peuerbach la tâche de commenter l’Almageste. Il écrivit les « épitomés », résumés, brèves présentations de l'Almageste, aidé de son élève Regiomontanus, qui les complétera après la mort précoce de son maître et ami. Il en résulta une nouvelle théorie des planètes qui servit de départ à Nicolas Copernic.
Avec Regiomontanus, il effectua des mesures de l'occultation de planètes par la Lune (par exemple, l'occultation de Jupiter, le 9 août 1451) et d'éclipses de Lune, afin de vérifier les tables astronomiques. Le 3 septembre 1457, ils observèrent une éclipse de Lune à Melk. Pour déterminer le temps, ils mesurèrent la hauteur de l'étoile Alcyone. En 1460, ils observèrent les éclipses de Lune, afin de contrôler les tables des éclipses Tabulae eclipsium, calculées en 1459. (En 1514, Georg Tannstetter ajouta une histoire des mathématiciens et astronomes viennois à son édition de ses tables des éclipses : Viri mathematici (de), une importante source d'information sur la vie et les écrits de Peuerbach.) Le 27 décembre 1460, ils utilisèrent l'étoile Arcturus pour la détermination du temps et trouvèrent que l'éclipse s'était produite seulement cinq minutes plus tard que ce qu'ils avaient calculé.
Les positions des planètes varient selon les calculs. Peuerbach entreprit de corriger les tables alphonsines ; il ne put cependant pas mener ce travail à terme. Vers 1510, Johannes Engel le reprit et l'utilisa dans son Almanach novum atque correctum. Les corrections pourraient découler d'une théorie des planètes de l'astronome syrien Ibn al-Shatir (1304–1375), bien qu'on ignore par quelles voies elle se serait transmise. Copernic, qui connaissait les almanachs d'Engel, utilise également dans son Commentariolus un modèle mathématique des planètes correspondant à celui d'Ibn al-Shatir.
En 1456 apparut la comète de Halley et tous les astrologues publièrent des écrits avec des prédictions de malheurs à venir, et parmi eux Peuerbach. Le rapport de Peuerbach à l'astrologie était très nuancé et très distancié. Peuerbach fit une remarquable tentative pour différencier l'astrologie acceptable et l'astrologie non acceptable. Il tentait de trouver des moyens expérimentaux de vérifier des prédictions astrologiques. L'apparition de la comète de Halley lui a alors fourni cette opportunité.
Toutefois, son écrit relatif à la comète de Halley contenait un court paragraphe peu remarqué, dans lequel il tentait de déduire de ses observations des 9 et 13 juin la taille et l'éloignement de la comète. Dans la tradition d'Aristote, il ne considérait pas les comètes comme des corps célestes, mais comme des phénomènes météorologiques dans la haute atmosphère. Ses évaluations très grossières confirmaient cette hypothèse ; cependant, avant lui, personne encore, apparemment, n'avait essayé de mesurer la distance à laquelle se trouvait la comète.
Ses cours sur les mouvements des planètes, qui reposaient cependant encore sur la doctrine ptolémaïque, devinrent si réputés que, à partir de 1472, ils furent fréquemment imprimés sous le titre de Theoricae novae planetarum. La première édition fut produite à Nuremberg, en 1472, dans l'officine fondée par l'élève de Peuerbach, Regiomontanus, et par Bernard Walther, dans le but de diffuser les ouvrages d'astronomie. Ces écrits, ainsi que le Tractatus de Sphaera de Sacrobosco, devinrent un manuel usuel dans toute l'Europe, du XVIe siècle jusqu'au début des temps modernes.
Peuerbach s'est également intéressé aux observations astronomiques et à la fabrication d'instruments d'astronomie. Il construisit des instruments pour la détermination de la vraie nouvelle lune et de la vraie pleine lune. Les plus significatives de ses inventions furent l'anneau solaire et le cadran solaire pliable. Il a ainsi défini la forme du cadran solaire jusqu'au XVIIIe siècle. Pour le Stefansdom de Vienne, il construisit en 1451 le cadran solaire vertical du pilier sud du chœur (juste en dessous, on trouve un petit bénitier de 1506). Il a également construit un appareil de mesure de la hauteur, le « Quadratum geometricum ».
Enfin, on a conservé son ouvrage d'arithmétique. Peuerbach calcula des tables des sinus et simplifia, de ce fait, l'utilisation des astrolabes et des quadrants, puisqu'ainsi on pouvait déduire l'angle directement de la section mesurée. De plus, il publia des calendriers astronomiques et ses tables des éclipses, Tabulae eclipsium, connurent de nombreuses rééditions.
Mais Peuerbach appartient aussi aux précurseurs de l'humanisme en Europe centrale. Ces idées nouvelles arrivèrent à Vienne avec Enea Silvio Piccolomini (le futur pape Pie II), qui fut secrétaire au sein de la chancellerie impériale de 1443 à 1455. À cette époque, Peuerbach tenait des conférences très remarquées sur les poètes de l'Antiquité. Depuis 1451, les Magistri de l'Université de Vienne enseignaient les poètes romains ; Peuerbach enseignait notamment Juvénal et l'Énéide de Virgile.
On appelle École astronomique de Vienne (de) le groupe de savants Georg von Peueubach, Johannes von Gmunden, Regiomontanus et les deux élèves de ce dernier, Andreas Stiborius (de) et Georg Tannstetter (de) (ce dernier appelé en latin Collimitius).

## Réalisations

### Publications
- Le manuscrit Miscellanea astronomica comprend une contribution de Peuerbach : « Theoricae novae planetarum », 1476[11]
- Opus Algorithmi iucu[ndissimu[m] Magistri Georgij Peurbachij wie[n]ne[n]sis ... : summa cu[m] vtilitate exe[m]plis ac cubice radicis extractione alleuiatoq[ue] p[ro] cedendi modo nuper digestum], 1507
- Quadratu(m) Geometricu(m) praeclarissimi  mathematici Georgij Burbachij, Nuremberg, 1516 — « Burbach » est Peuerbach.
- Tractatus Georgii Peurbachii Super Propositiones Ptolemaei de Sinubus & Chordis, Nuremberg, 1541
- (avec Johannes Müller von Königsberg) Epitome in CL. Ptolemaei magnam compositionem, continens propositiones & annotationes, quibus totum Almagestum, quod sua difficultate etiam doctiorem ingenioque praestantiore lectorem deterrere consueverat, dilucida & brevi doctrina ita declaratur & exponitur ut mediocri quoque indole & eruditione praediti sine negotio intelligere possint, 1496. Bâle, Heinrich Petri, 1543
- Ioannis de Monte Regio et Georgii Purbachii epitome, In Cl. Ptolemaei Magnam compositionem, Bâle, 1543
- Scripta Clarissimi Mathematici M. Ioannis Regiomontani, Nuremberg, 1544
- Theoricae novae planetarum...., a Petro Apiano ... redactae, & erudities figuris illustratae, Marchione Sessa, 1545 ; Wittenberg, Lehmann, 1601Cet ouvrage est le livre de cours standard sur la théorie des planètes de toute l'Université européenne, et se maintiendra jusqu'à Copernic. « Les Theoricae novae planetarum contiennent une analyse très prudente et détaillent les descriptions de représentation de modèles planétaires ptolémaïques. Le livre de Purbach était d'une grande importance car ses modèles sont restés la description physique canoniale de la structure des cieux jusqu'à ce que Tycho Brahe ait réfuté l'existence de sphères solides. »[réf. nécessaire]
- Luminarium atque planetarum motuum tabulae octoginta quinque, Bâle, Johann Herwagen, 1553 — Réédition. La seconde partie (17 propositions, 26 tables) est de Georg von Peuerbach ; la première, de Giovanni Bianchini et Nikolaus Prugener (de).
- Dispositiones motuum coelestium, quas theorias planetarum vocant, Wittemberg, 1653

### Instruments
- Anneau solaire[12]
- Quadratum geometricum
- Cadran solaire de la cathédrale Saint-Étienne de Vienne

### Mémoire
- À Linz, il existe un lycée Georg von Peuerbach[13].
- L'astéroïde (9119) Georgpeuerbach lui doit son nom.
- Le cratère lunaire Purbach a été nommé en son honneur.
- Au château de Peuerbach, une exposition permanente, Georg-von-Peuerbach-Ausstellung, lui est consacrée[14].